# Буріла-Маре
Буріла-Маре (рум. Burila Mare) — село у повіті Мехедінць в Румунії. Входить до складу комуни Буріла-Маре.
Село розташоване на відстані 279 км на захід від Бухареста, 21 км на південь від Дробета-Турну-Северина, 99 км на захід від Крайови.

## Населення
За даними перепису населення 2002 року у селі проживали 799 осіб.
Національний склад населення села:
| Національність | Кількість осіб | Відсоток |
| -------------- | -------------- | -------- |
| румуни         | 789            | 98,7%    |
| цигани         | 9              | 1,1%     |

Рідною мовою назвали:
| Мова      | Кількість осіб | Відсоток |
| --------- | -------------- | -------- |
| румунська | 788            | 98,6%    |
| циганська | 9              | 1,1%     |